# Крижані солдати
«Крижані солдати» (англ. Ice Soldiers) — науково-фантастичний бойовик 2013 року про канадських науковців, які виявляють крижаних солдатів періоду Радянського Союзу місія яких — зруйнувати США.

## Сюжет
Під час Карибської кризи канадські військові знаходять трьох солдатів з надзвичайними здібностями. Їх залишають для вивчення та проведення експериментів. Але піддослідним вдається втекти втекли та завдавати удару численним військам, розташованих на півночі. Згодом, їх знаходять під арктичною кригою. Один із вчених доводить, що вони були результатом генної інженерії 1962 року і їхня місія — атакувати Нью-Йорк. Після того як троє ожили, вони знову нападають на солдат і мирних жителів. Згуртованість та підтримка допомогли в ліквідації радянських воїнів.

## У ролях
| Актор             | Роль              |
| ----------------- | ----------------- |
| Домінік Перселл   | Ендрю Мальро      |
| Адам Біч          | кардинал          |
| Габріель Хоган    | Солдат №1         |
| Камілль Салліван  | Джейн Фрейзер     |
| Майкл Айронсайд   | Десмонд Трамп     |
| Меттью Дж. Тейлор | Солдат №2         |
| Андре Трікоте     | Солдат №3         |
| Ніку Бранзеа      | Владімір Лобокофф |
| Бенц Антоін       | Джо Гіббс         |

## Створення фільму

### Виробництво
Зйомки проходили в Садбері, Канада.

### Знімальна група
- Кінорежисер — Стурла Гуннарссон
- Сценарист — Джонатан Тайдор
- Кінопродюсер — Джефф Секмен
- Композитор — Джонатан Голдсміт
- Кінооператор — Стівен Рейзес
- Кіномонтаж — Роджер Маттіуссі
- Художник-постановник — Джастін Крейг
- Художник-декоратор — Мері Кіркленд
- Художник-костюмер — Бренда Броер
- Підбір акторів — Крістен Гендерсон[2]

## Сприйняття
Фільм отримав негативні відгуки. На сайті Rotten Tomatoes оцінка стрічки становить 15 % на основі 148 відгуків від глядачів (середня оцінка 2,2/5). Фільму зарахований «розсипаний попкорн» від глядачів, Internet Movie Database — 4,2/10 (2 221 голос).